# Angraecum longicalcar
Angraecum longicalcar är en orkidéart som först beskrevs av Jean Marie Bosser, och fick sitt nu gällande namn av Karlheinz Senghas. Angraecum longicalcar ingår i släktet Angraecum och familjen orkidéer. Inga underarter finns listade i Catalogue of Life.

## Bildgalleri

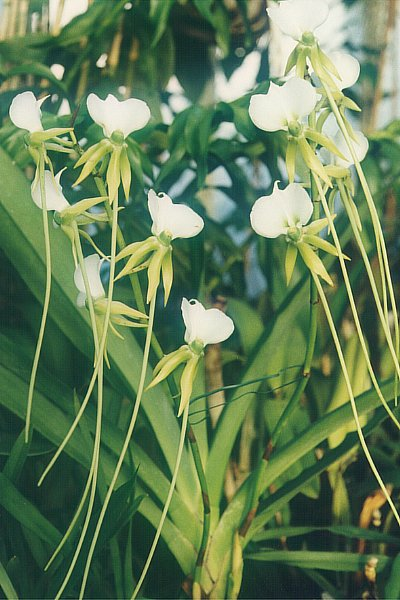
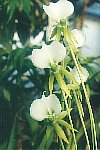
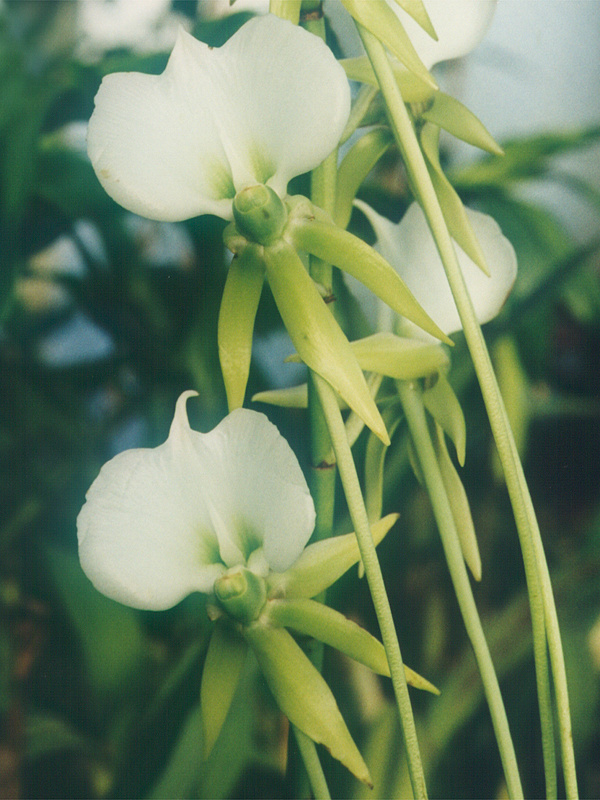
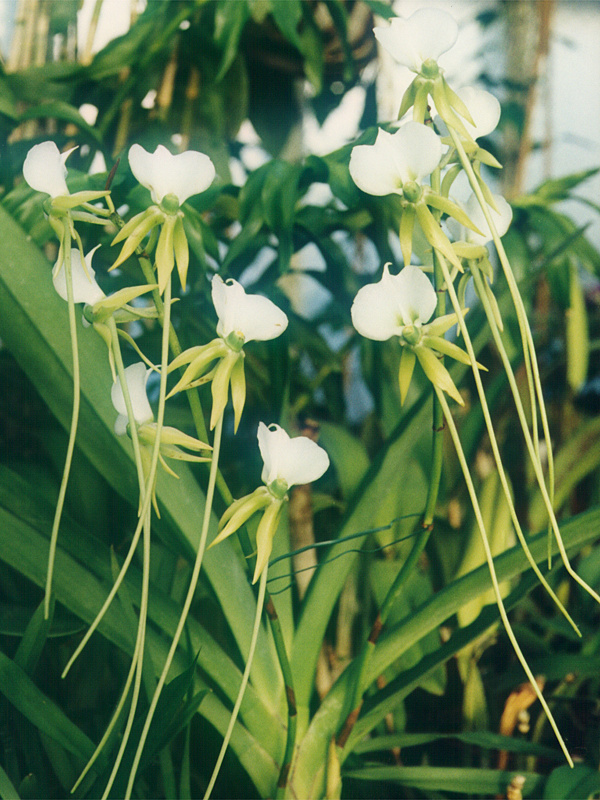
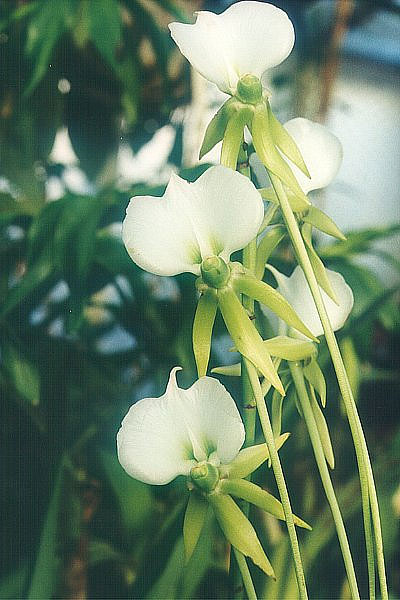